# 森源國際
森源國際控股有限公司，曾經是香港交易所上市公司。除牌當時為3333.HK，主要業務生產及分销變壓系統等產品，是在1997年成立的，創辦人為曾瑞程及周安民。

## 历史
由2006年起，不足1年上市的它，被美國伊頓集團收購本公司股權，同時私有化成功，正式退出香港股市，也是上市最短一家公司。

## 外部參考
- 美國伊頓Eaton.com
- EatonElectrical.com.cn
- 伊頓中國Eaton.com.cn （页面存档备份，存于）
- 美国伊顿5亿完购森源国际